# Banabuiú

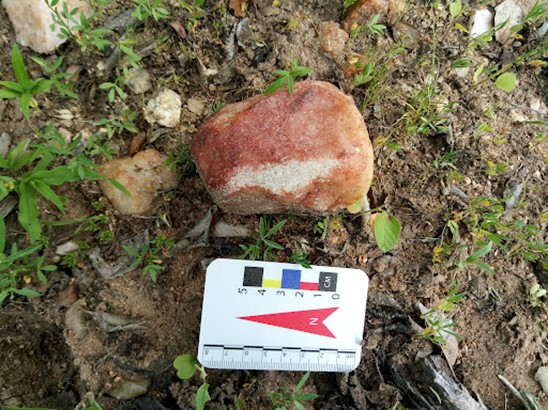
Instrumento de pedra com marca de abrasão encontrado no sítio arqueológico Laranjeiras 03

Banabuiú é um município brasileiro do estado do Ceará. Localiza-se a sul da capital do estado, Fortaleza, distando desta cerca de 210 km. Ocupa uma área de 1 080, 986 km², enquanto sua população foi estimada em 17 654 habitantes, conforme dados do IBGE de 2024, contabilizando uma densidade demográfica de 15,91 habitantes/km². A sede do município tem uma temperatura média anual de 27, 2°C.
Desenvolveu-se com a construção do Açude Arrojado Lisboa na década de 1950 pelo Departamento Nacional de Obras Contra as Secas, na zona sul do município, sendo este o quarto maior reservatório de água do Brasil e o terceiro do estado, seguido do Castanhão e Orós, e o maior da sub-bacia hidrográfica do rio Banabuiú.
No turismo, alcançou a marca como um dos destinos mais procurados do estado na época carnavalesca, com o Carnaval das Águas de Banabuiú. No esporte, é palco de diversos eventos esportivos durante todo o ano, atraindo centenas de pessoas de toda a região. No segundo semestre do ano acontece a Feira de Artesanato, Música e Gastronomia do município, Banartes, considerada uma das maiores feiras culturais do interior. O município faz parte do mapa turístico do Ceará.

## Toponímia
Sua denominação original era Poço Preto, depois Laranjeira e, desde 1943, Banabuiú.

## História
Assim como outros cursos d´água que atravessam o sertão cearense, o rio Banabuiú foi fundamental para o início da ocupação humana na região, sendo registrados diversos testemunhos da milenar presença ameríndia tanto em Banabuiú quanto em municípios vizinhos. Nesses locais foram identificadas ferramentas líticas variadas, como pilões, percutores e raspadores, além de diversas lascas, núcleos e seixos com marcas de abrasão, usadas para funções como caça de animais, produção de ferramentas e preparação de alimentos, bem como fragmentos de antigos vasilhames cerâmicos. Além disso, em dezenas de lajedos e matacões também foram descobertas gravuras rupestres e marcas de polimento intencional na superfície das rochas, evidências do uso constante desses locais. 
Entre 2021 e 2022, pesquisas realizadas no distrito de Laranjeiras identificaram vinte e um sítios arqueológicos pré-coloniais.  Nesses sítios, denominados pelos pesquisadores como Laranjeiras 01, Laranjeiras 02, Laranjeiras 03, Laranjeiras 04, Laranjeiras 05, Laranjeiras 06, Laranjeiras 07, Laranjeiras 08, Laranjeiras 09, Laranjeiras 11, Laranjeiras 12, Laranjeiras 13, Laranjeiras 14, Laranjeiras 15, Laranjeiras 16, Laranjeiras 17, Laranjeiras 18, Laranjeiras 19, Laranjeiras 20, Laranjeiras 21 e Laranjeiras 22, foram encontrados dezenas de instrumentos de pedra com marcas de abrasão, os quais foram utilizados sobre afloramentos rochosos graníticos supostamente para produção de alimentos. Embora ainda sem datações disponíveis, esses vestígios forneceram informações bastante relevantes acerca da presença indígena na bacia do rio Banabuiú.
Segundo fontes históricas e etnográficas, a região de Banabuiú era habitada por várias etnias indígenas, tais como os Potiguara, falantes de um idioma do tronco Tupi-Guarani, além dos Tarairiú (algumas vezes mencionados em relatos coloniais como Paiacu e Janduí), Panati, Jenipapo-Canindé, Baturité e Ariú. Já a efetiva colonização europeia teria se iniciado somente na segunda metade do século XVII, com a expansão da pecuária sobre as terras da Capitania do Siará Grande, motivada pela expulsão dos holandeses do Nordeste e pelo crescimento da economia açucareira nos litorais pernambucano e baiano. Antes disso, há registro de entradas no chamado sertão-de-dentro no início desse mesmo século, como as do Capitão-Mor Pero Coelho de Sousa (1603) e dos padres jesuítas Francisco Pinto e Luís Figueira (1607), que desceram parte do vale do rio Jaguaribe em direção ao interior do Ceará. A demanda pela carne seca, charque e couro no período colonial, portanto, é a razão pela qual se deu a formação de diversas fazendas, sítios e charqueadas ao longo de rios como o Jaguaribe e Banabuiú. Essa expansão fez parte de um processo mais amplo, abarcando grande parte dos sertões do Ceará e de outros estados nordestinos, gerando grandes conflitos com os grupos indígenas que moravam nessas regiões.
O processo de formação do atual município de Banabuiú também está relacionado a expansão das frentes pecuárias pelas bacias dos rios Jaguaribe e Banabuiú, provavelmente relacionando-se com assentamentos criados ainda no século XIX. Um dos primeiros registros da existência de um povoado na região seria a inauguração da Igreja de São Sebastião, ocorrida em 20 de janeiro de 1852, data em que a imagem do santo padroeiro foi instalada nesse templo. Já a primeira menção oficial ao povoado data de 26 de agosto de 1899, contudo, quando um ato estadual cria o distrito de Laranjeiras, então subordinado ao município de Quixeramobim. De acordo com outra fonte, o nome original do povoamento teria sido Poço Preto, posteriormente alterado para Laranjeiras quando da criação do distrito. As ruínas da sede da antiga Fazenda Primavera, provavelmente construída no começo do século XIX, são alguns dos poucos remanescentes dessa época da história de Banabuiú. Ruínas de antigas casas de sertanejos do século XIX e início do XX, assim como fragmentos de louças, telhas, vidros, tijolos e cerâmicas descartados nas proximidades dessas residências também foram encontrados nos sítios arqueológicos Banabuiú 1 e Banabuiú 2. 
Em 1918, o distrito de Laranjeiras foi elevado à condição de vila pela Lei Estadual n° 1613, de 19 de outubro daquele ano, condição posteriormente confirmada pela Lei Estadual n° 1564, de 29 de agosto de 1919. Em 1926, entretanto, a então vila de Laranjeiras é reintegrada ao município de Quixadá, situação administrativa que perduraria até 1988. De todo modo, no início dos anos 1930 algumas famílias começaram a se fixar nas terras do distrito de Laranjeiras, mais precisamente na Fazenda Amendoim de propriedade de Zezinho Queiroz. Alguns anos mais tarde, em 1943, se deu a mudança definitiva do nome da localidade, sendo agora denominada “Banabuiú” por força do Decreto-Lei Estadual n° 114, de 30 de dezembro desse ano. Contudo, apenas em 25 de janeiro de 1988 com a Lei nº 11.427, Banabuiú foi elevado em definitivo à categoria de município.

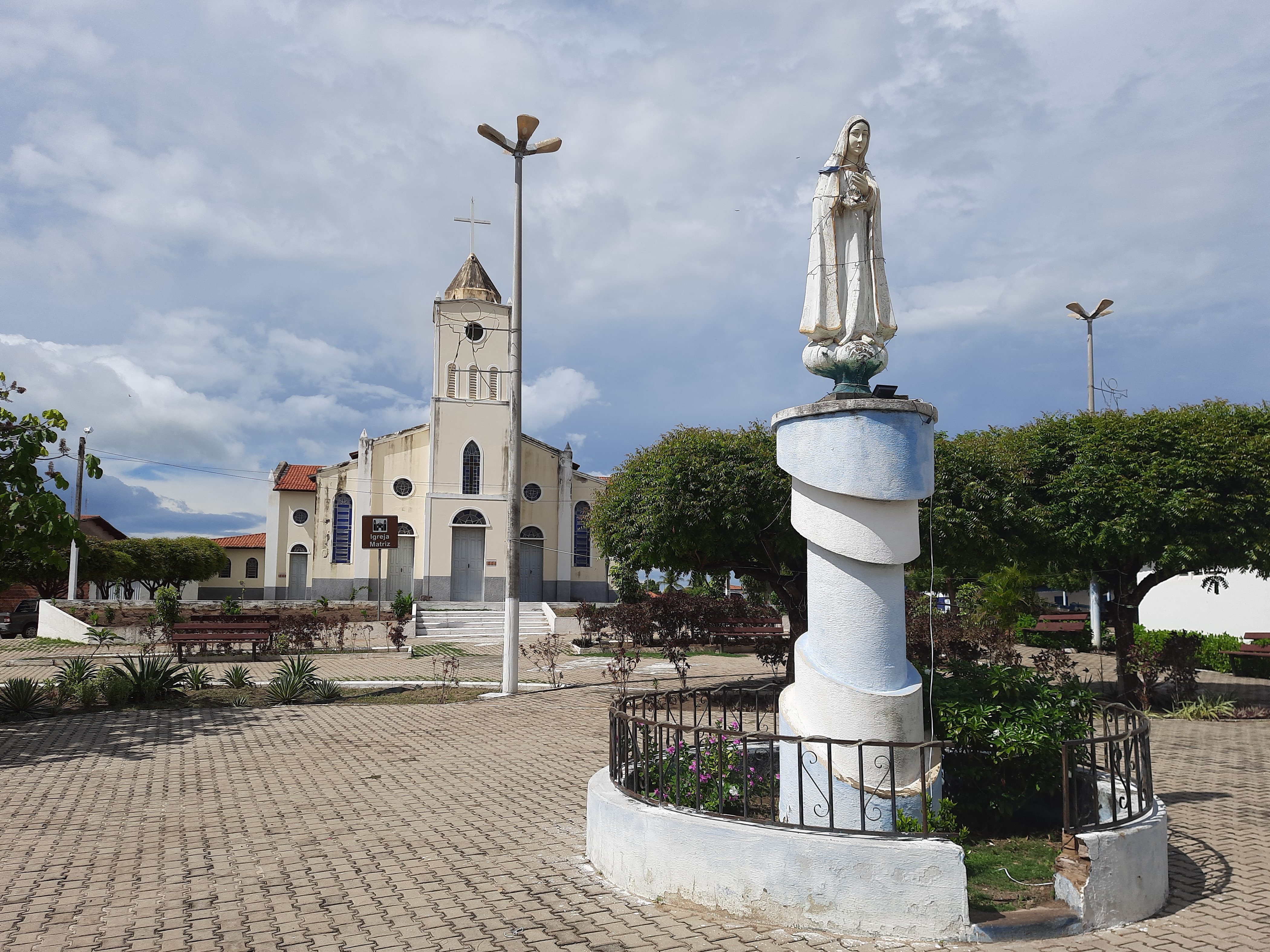
Igreja Matriz de Nossa Senhora de Fátima de Banabuiú

O principal incentivo para a fixação de um contingente populacional significativo só se daria a partir de 1952, todavia. Nessa data o Departamento Nacional de Obras Contra as Secas (DNOCS) – antiga Inspetoria Federal de Obras Contra a Seca (IFOCS) – começou a se instalar no distrito de Banabuiú, iniciando a construção de um campo de pouso, residências, hotel, hospital, escola e estruturas voltadas para administração do órgão, em área distante do distrito de Laranjeiras. Toda essa infra-estrutura tinha como objetivo abrigar a comitiva de profissionais responsáveis pela construção do Açude Arrojado Lisboa, iniciado em 1958 e inaugurado no primeiro semestre de 1966. Assim, um povoado surgiu em torno da construção do açude, também conhecido como Mudubim, em referência ao açude que foi inundado pela obra do DNOCS. Até 2001, o Açude Arrojado Lisboa compunha a segunda maior bacia hidrográfica do estado do Ceará e terceira do país, superada pelo Açude Castanhão e Orós, que fazem parte da bacia do Vale do Jaguaribe, a qual abastace a capital do estado, Fortaleza.

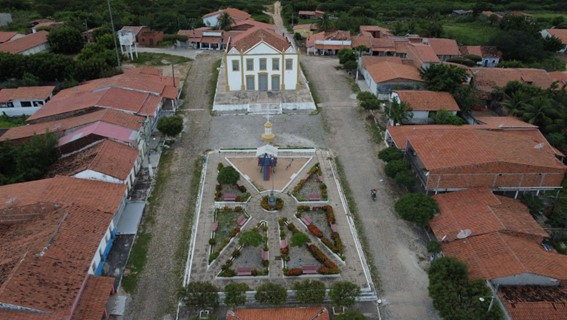
Fotografia aérea do distrito de Laranjeiras. Ao centro, Igreja de São Sebastião.

Entre os diversos profissionais trazidos para a obra, cabe destacar os operários – denominados “cassacos” –, os quais viviam em condições extremamente precárias. Segundo consta, são ainda numerosos os relatos de ex-trabalhadores e seus parentes sobre as situações à que eram submetidos durante a construção do gigantesco açude, permanecendo muitos destes nas terras do então distrito de Banabuiú. São eles, portanto, os responsáveis pela consolidação de Banabuiú como um centro urbano, uma vez que sua permanência impulsionou a economia e demografia da localidade o suficiente para que, em 1988, o local fosse alçado à condição de município.

## Política
A administração do município é feita a partir dos poderes executivo e legislativo. O primeiro prefeito e vice-prefeito da cidade foram eleitos em 15 de novembro de 1988, Benedito Gonçalves de Melo, médico e o vice, Aluísio Cajazeiras de Sá, agricultor, que tomaram posse do governo em 1989. Benedito Gonçalves de Melo foi o primeiro prefeito e o mais jovem eleito para tomar posse da administração pública do munícipio aos 41 anos e após, aos 49 anos de idade, superado 36 anos depois pelo prefeito eleito em 2024, Francisco Marcílio Coelho Brito aos 40 anos, Antônio Sales Magalhães o mais velho, aos 69 anos e após, aos 73 anos de idade. 
Isabel Maria Queiroz de Melo, mais conhecida como Iza, foi a única mulher a tomar posse da administração pública do município, após a morte do então prefeito, Benedito, em 18 dezembro de 1997., foi prefeita por 1.108 dias, a gestora que passou menos tempo no cargo municipal. 
| Nº | Nome                                         | Nascimento    | Idade em Posse |
| -- | -------------------------------------------- | ------------- | -------------- |
| 1  | 1989 - 1992: Benedito Gonçalves de Melo      | ✩ 1947 † 1997 | 41 anos        |
| 2  | 1993 - 1996: Aluísio Cajazeiras de Sá        | ✩ 1931 † 2020 | 61 anos        |
|    | 1997 - 1997: Benedito Gonçalves de Melo      | ✩ 1947 † 1997 | 49 anos        |
| 3  | 1997 - 2000: Isabel Maria Queiroz de Freitas | ✩             |                |
| 4  | 2001 - 2008: Antônio Sales Magalhães         | ✩ 1931 † 2015 | 69 e 73 anos   |
| 5  | 2009 - 2016: Veridiano Pereira de Sales      | ✩ 1951        | 57 e 61 anos   |
| 6  | 2017 - 2024: Francisco Hermes Nobre          | ✩ 1956        | 60 e 64 anos   |
| 7  | 2025 - 2028: Francisco Marcílio Coelho Brito | ✩ 1984        | 40 anos        |

### Subdivisão

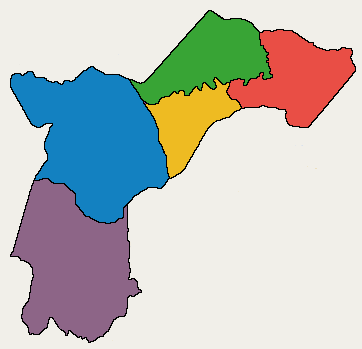
Sitiá
Pedras Brancas
Laranjeiras
Banabuiú (sede)
Rinaré

## Geografia

### Bairros e distritos

#### Banabuiú (sede)
Alto Alegre, Balneário Banabuiú, Centro, Conjunto Esperança, Vila Brasília, Vila Operária e Vila dos Marianos.
O município possui cinco distritos: Banabuiú (sede), Laranjeiras, Pedras Brancas, Rinaré e Barra do Sitiá.

### Clima
Tropical quente semiárido com pluviometria média de 682,9 mm com chuvas concentradas de janeiro a abril.

### Hidrografia e recursos hídricos
O município está localizado na bacia hidrográfica do rio Banabuiú e em seu leito está construído o Açude Arrojado Lisboa, ou Banabuiú, como é mais conhecido. Outro importante rio é o Sitiá que deságua no Banabuiú no distrito de Sitiá e que no território de Banabuiú fica a parede do Açude Pedras Brancas. Outras fontes hídricas são os riachos Cruxoti e Pimenta.
Banabuiú (município) encontra-se na sub-bacia hidrográfica de mesmo nome, pertencendo a bacia do Jaguaribe, sendo portanto um grande acumulador de água através dos cursos d'água que chegam ao seu rio principal, "Banabuiú".

### Relevo e solos
As principais elevações são as serras, destacando-se as serras da Passagem, do Logrador e dos Tanquinhos.
Solos arenosos e coesivos no estuário do rio, mas em geral arenos como solos predominantes.

### Vegetação
A caatinga é a vegetação predominante. Mas podemos encontrar áreas de cajueiros e carnaúbas, em especial ao longo do rio.

### Rodovias

#### Ligações
Rodovia Raimundo Lucas Brito (CE-266/CE-368) ligas os municípios de Banabuiú e Morada Nova  pelo entrocamento da Rodovia Padre Cícero (BR-122/CE-153) no sul do município ao entrocamento da CE-371 em Roldão (Morada Nova), em um trecho de 52 km.
Rodovia Padre Cícero (BR-122/CE-153) liga o município de Banabuiú a Quixadá e Quixeramobim pelo entrocamento da BR-122/CE-265 entre Quixeramobim e Quixadá em um trecho de 40 km. Seguindo 10 km a leste até o município de Quixadá pela BR-122 e 27 km oeste ao município de Quixeramobim pela CE-265. Totaliza 50 km à cidade de Quixadá e 67 km à cidade de Quixeramobim.
Rodovia Padre Cícero (BR-122/CE-153) liga o município de Banabuiú à Solonópole em um trecho de 50 km.

## Economia
De acordo com o Instituto Brasileiro de Geografia e Estatística (IBGE), o município possui um PIB de R$141 751 66 mil (IBGE/2016).. A criação de bovino, avícola e suíno é o destaque da pecuária banabuiuense. Destaca-se a agricultura de subsistência e comercialização de algodão arbóreo e herbáceo (bem menos), caju, milho e feijão. Atualmente destaca-se a plantação de hortas no estuário do rio Banabuiú.
Com relação à economia e de acordo com estatísticas do cadastro central de empresas do IBGE, no ano de 2016 o município contava com 169 empresas atuantes registradas no CNPJ. A principal fonte de renda na zona rural é a agricultura, a pesca e a pecuária e na sede, a principal fonte de renda é o comércio e os empregos ofertados pelo setor industrial do município, além dos empregos ofertados pelo governo municipal.
De acordo com o IBGE, em 2016 a média salarial mensal do município era de 1,8 salários mínimos.

## Cultura
Os principais eventos são:
- Semana do Município (18 a 25 de Janeiro)
- Festa de São Sebastião - Laranjeiras (20 de Janeiro)
- Carnaval das Águas de Banabuiú (Fevereiro/Março)
- Nossa Senhora de Fátima - Padroeira (13 de Maio)
- BANARTES - Feira de Artes de Banabuiú (segundo semestre do ano/sem mês definido oficialmente)
- Festa de Nossa Senhora da Conceição - Sitiá (8 de Dezembro)

### Banartes
A Feira de Artesanato, Música e Gastronomia do município surgiu em 1988, no ano de emancipação do município. Com o objetivo de de dar maior destaque à cultura local, o projeto exalta o trabalho das comunidades através da exposição e venda dos produtos por elas confeccionados, busca ampliar sua atuação para assumir um viés de geração de negócios e a cada ano diversifica suas ações estimulando apresentações culturais, gerando aprendizado, dinamizando a economia local, envolvendo e beneficiando a comunidade.
A programação da Banartes é composta de: Feira de Exposição de Artesanato e Gastronomia, Premiação de destaques da Feira e dos Festivais como o da canção, da viola e da sanfona, Oficinas artísticas para o público infantil, serviços de utilidade, pública e apresentações musicais durante os dias do evento
O evento é realizado pelo Governo Municipal de Banabuiú juntamente com a população e a Secretaria de Turismo e Cultura, com programação distribuída nos espaços da cidade com atividades distintas e aberta ao público de toda a região totalmente gratuito. Em 2018 aconteceu a 27ª (vigésima sétima) edição.